# زهرة العسل الدريجية
زهرة العسل الدريجية (الاسم العلمي: Melianthus dregeanus) هو نوع من النباتات يتبع جنس زهرة العسل من فصيلة الزهرية العسل.
سمي هذا النوع نسبة إلى جامع العينات الألماني يوهان فرانز دريجي (بالإنجليزية: Johan Franz Drege)‏.